# Trofeo Eccellenza 2013-2014
Il Trofeo Eccellenza 2013-14 fu la 4ª edizione del torneo sostitutivo della Coppa Italia di rugby a 15 e la 26ª edizione assoluta.
Organizzato dalla Federazione Italiana Rugby, si svolse dal 12 ottobre 2013 all'8 febbraio 2014.
Alla competizione presero parte le sette squadre dell'Eccellenza che non parteciparono all'European Challenge Cup, divise in due gironi all'italiana su base territoriale: un girone "nord" composto da quattro squadre e un girone "romano" da tre squadre. Le prime classificate di ogni girone, affrontatesi in partite d'andata e ritorno, disputarono la finale in gara unica che, nell'occasione, si tenne allo stadio Mario Battaglini di Rovigo e vide le Fiamme Oro di Roma imporsi sul Rovigo, la squadra di casa, per 26 a 25; decisivo un calcio piazzato di Nicola Benetti allo scadere del secondo tempo.

## Squadre partecipanti
| Girone A          | Girone B          |
| ----------------- | ----------------- |
| Petrarca (Padova) | Capitolina (Roma) |
| Reggio Emilia     | Fiamme Oro (Roma) |
| Rovigo            | S.S. Lazio (Roma) |
| San Donà          |                   |

## Fase a gironi

### Girone A
| 13-10-2013 | 1ª/5ª giornata           | 12-1-2014 |
| ---------- | ------------------------ | --------- |
| 17-43      | Reggio Emilia — San Donà | 0-33      |
| 30-25      | Rovigo — Petrarca        | 22-15     |

| 19-10-2013 | 2ª/6ª giornata         | 18-1-2014 |
| ---------- | ---------------------- | --------- |
| 15-27      | San Donà — Petrarca    | 7-35      |
| 54-15      | Rovigo — Reggio Emilia | 9-8       |

| 7-12-2013 | 3ª/4ª giornata           | 14-12-2013 |
| --------- | ------------------------ | ---------- |
| 40-7      | Petrarca — Reggio Emilia | 31-14      |
| 21-27     | San Donà — Rovigo        | 8-41       |

#### Classifica
|  |    | Squadra       | G | V | N | P | PF  | PS  | P±   | B | Pt |
|  | -- | ------------- | - | - | - | - | --- | --- | ---- | - | -- |
|  | 1. | Rovigo        | 6 | 6 | 0 | 0 | 183 | 92  | 91   | 4 | 28 |
|  | 2. | Petrarca      | 6 | 4 | 0 | 2 | 173 | 95  | 78   | 6 | 22 |
|  | 3. | San Donà      | 6 | 2 | 0 | 4 | 127 | 147 | −20  | 3 | 11 |
|  | 4. | Reggio Emilia | 6 | 0 | 0 | 6 | 61  | 210 | −149 | 1 | 1  |

### Girone B
| 12-10-2013 | 1ª/4ª giornata     | 14-12-2013 |
| ---------- | ------------------ | ---------- |
| 38-21      | Fiamme Oro — Lazio | 8-15       |
| Riposa     | Capitolina         |            |

| 20-10-2013 | 2ª/5ª giornata          | 12-1-2014 |
| ---------- | ----------------------- | --------- |
| 10-29      | Capitolina — Fiamme Oro | 13-42     |
| Riposa     | Lazio                   |           |

| 7-12-2013 | 3ª/6ª giornata     | 17-1-2014 |
| --------- | ------------------ | --------- |
| 29-6      | Lazio — Capitolina | 30-7      |
| Riposa    | Fiamme Oro         |           |

#### Classifica
|  |    | Squadra    | G | V | N | P | PF  | PS  | P±  | B | Pt |
|  | -- | ---------- | - | - | - | - | --- | --- | --- | - | -- |
|  | 1. | Fiamme Oro | 4 | 3 | 0 | 1 | 117 | 59  | 58  | 4 | 16 |
|  | 2. | S.S. Lazio | 4 | 3 | 0 | 1 | 95  | 59  | 36  | 2 | 14 |
|  | 3. | Capitolina | 4 | 0 | 0 | 4 | 36  | 130 | −94 | 0 | 0  |

## Finale
| Arbitro: | Andrea Spadoni (Padova) |

| |              | |
| Ruffolo 5’ Mahoney 35’ Ferro 59’ | mt           | 77’, 80’ Barion |
| Ragusi 35’, 59’ | tr           | 77’, 80’ Benetti |
| Ragusi 11’, 43’ | c.p.         | 15’, 33’, 45’, 80+6’ Benetti |
| · Basson · 70’ Ragusi · 51’ Menon · v. Niekerk · Ngawini · L. Rodríguez · 64’ M. Frati · 70’ Quaglio · 70’ Mahoney (c) · 64’ Roan · 51’ Boggiani · Montauriol · Ruffolo · 57’ E. Lubian · Ferro | Formazioni   | · Barion · De Gaspari · Massaro · Forcucci · Bacchetti · Canna · Benetti (c) · Naka 67’ · Vicerè 57’ · Pettinari 61’ · Mammana 44’ · Sutto · Zitelli 61’ · Vedrani · Amenta |
| · 70’ Borsi · 70’ Gatto · 64’ Pozzi · 51’ Maran · 57’ De Marchi · 64’ Calabrese · 51’ McCann · 70’ Pavanello                                                                                    | Sostituzioni | · Cocivera 67’ · Cerqua 57’ · Duca 61’ · Cazzola 44’ · Balsemin 61’ |
| De Rossi e F. Frati | Allenatori   | Pasquale Presutti |